# 社会 (生物)
この項では生物学における社会（しゃかい）の考え方についてのべる。

## 生物の社会
一般に社会と言えば、個人や家族から構成され、それぞれに特定の役割をもって、全体として構成者や集団の生活が維持されるようになっている。生物の世界では、古くはそれぞれの動物を職業の違いに見立てた動物社会という見方もあった。
現在では、広義にはあらゆる生物は同種の仲間（群れ）や、食糧となる生物、捕食者などとの相互作用（捕食-被食関係）の中で生きている。そのため相互作用をもたらす個体同士あるいは個体の集合を社会と見なす。これは生物の習性や行動にかかわる問題であるので、生態学で扱われることが多い。
植物に関しては、陸上の植物はほとんど常に複数種が群落を形成して、明らかに互いに関わりをもって生活している。そこでこれを一つの社会と見なし、その構造や構成を研究対象とするのが植物社会学である。これは、植物における群集生態学のひとつの見方を代表するものである。

## 社会性
生物の社会を大まかに分ければ、種内の社会と種間の社会に分けられる。
動物において集団を作るものは、それをもって社会と見なす考えが成立し得る。たとえば1918年にDeegenerは集団を作るものをすべて社会と見なした。この場合、外的な要因によって出来た集団や、複数種を含む集団をもこれに含めた。他方、Alverdesは1927年に「社会本能」によって集合したもののみを社会と見なすとの意見を表明した。彼によると偶発的に集まったものは集合体として別のものである。社会本能は現代的な表現ではないが、習性として集団を作る、ということである。また彼はこれを単独生活より進んだ段階であるとして、脊椎動物や昆虫など、ある程度以上神経系が発達したものにのみ認められるとした。
種内の社会には、ボスや見張りがいる順位制に基づく集団をもつサルの群れや、家族が集まって大きな集団を作るオオカミの群れ、あるいは女王や働き蜂・働きアリなどの社会的カーストがあるハチ・アリ・シロアリがその例に挙げられよう（社会性昆虫を参照）。シマウマなどの群れでも見張りがあるなど、役割分担がある。また普段は集団を作らずに生活している動物にも、繁殖期など特定の時期に大集団を形成するものもある。ゾウアザラシなどでは強い雄を中心に多数の雌からなる集団をつくる。
他方、イワシやマグロも大きな群れを作るが、これらの群れに複雑な構造はないであろう。また海鳥の集団営巣地では、やはりその内部に複雑な構造があるわけではない。むしろ、集まってはいるものの、互いに一定の距離を置き、互いに反発しているように見える場合も多い。しかしこのような場合もまた社会が存在すると見なせる。たとえばある種のカモメの営巣地では他のヒナを専門に食べる「共食い屋」が存在する。そして共食い屋に対抗するためにつがいは巣を近づけて作る。しかし巣が近すぎれば一方が他方のヒナを殺したり捕食することがあるので、そのような事態が起きない距離だけ離れているのが普通である。役割分担や階層構造はないが、これも一つの社会である。
種間の社会にはホンソメワケベラとアジ、ハタ類に見られる共利的社会、捕食-被食関係に見られる片利的な社会などがある。さらに多くの種間の関係は存在するが、それらはむしろ種間関係論や群集生態学の分野で論じられる。これらを社会ということは少ない。上述の植物社会学は例外的存在である。これは、ヒトの社会が種内構造であることに基づく。
他個体の行動を変化させる生物の行動を社会的（社会性）行動と呼ぶ。またその時にお互いが発し合う情報的な行動はシグナル理論（信号理論）として研究が進んでいる。
このように、動物の作る群れには、はっきりとした構造を持つものから、それが見られないものまでさまざまである。動物の社会性行動の興味深い例として、利他的行動がある。例えばシマウマの見張りは、真っ先に敵を見つけるやいなや仲間に警報を発する。これは敵に目立ちやすい行動であろう。ボスザルは、先頭に立って敵に向き合う。ハチやアリの働き蜂（働きアリ）は、自らは産卵せず、女王の子、つまり自分の妹の世話をする。このような行動は、一見では自己に不利であるように考えられ、自然選択とは相容れないように思われる。そのため、このような行動がどのようにして進化したかについては多くの議論があった。詳細は該当項を参照のこと。
古くは、そのような行動が種の存続に有利であるため、とする、いわゆる群淘汰の考えがあったが、これはその群れの内部に造反するものが出現することを押さえられない。そこで、新たな考え方として、例えば見張りなどは交替で行うので、一個体だけが危険を冒すわけではなく、また、交替しながらもそれを行うことで群れの生存が高まれば個体にも有利になるとする、互恵的利他主義の考え方や、ゲーム理論を応用して各種戦略の共存を論ずる進化的に安定な戦略論等が考えられた。
アリやハチなど、いわゆる社会性昆虫に関しては、血縁選択説による説明が行われ、現在では上記の社会性とは異なった意味での特殊な社会性、いわゆる真社会性として認められている。詳細が該当項目を参照のこと。
これらの問題は、先の血縁選択説を契機として、社会生物学という分野の興隆をもたらすものとなった。なお、この項に関しては社会的動物も参照のこと。
なお、細胞性粘菌のことを、個々のアメーバ細胞を個体と見なし、集団を作ることから社会性アメーバと呼ぶことがある。
単独性（Solitary）
逆に、繁殖期以外は単独で行動するジャガーなどの動物は、単独性動物（英語：Solitary animals）、単独性昆虫（英語：solitary insect）と呼ぶ。

## より一般化された概念
先にも述べたように、哺乳類の社会的と思われるものにも、その内容に多様性がある。集まって暮らすにせよ、その構造はさまざまで、一概には論じられない。他方、集まらずに暮らしている種について見ると、単独生活をおこなっているものでは、個体間に関係がないかというと、必ずしもそうでもない。実は互いに意識的に距離を置くことで成立する場合、例えば縄張りなどを持つものも多い。そうして見ると、個体間に関係を持って暮らすやり方として、集団を作らないやり方もあり得ることが分かる。そこで、これをも種の社会のあり方と見なす考え方もあり得る。そこまで拡張すれば、繁殖期以外は互いに無関係でいることも、その種の社会の特徴と見なすことも可能であろう。動物すべてに社会を認める考えは19世紀には提出されており、1877年にEspinasは「いかなる生物も単独で生活することはない」と述べ、原生動物から人間に至る社会を論じた。
このような見方に立てば、すべての生物は種ごとに社会を持っている。これを種社会と呼ぶこともある。それは具体的存在としては、その種の個体群であり、その構造は個体群を構成する個体間の関係に基づくものである。その関係のあり方によって、個体群内部の個体の分布様式にもそれが反映される。
もし、その種がサルのように先の意味での社会的集団を持つものに対して、この考え方を適用すれば、その種の社会を解明するには、集団内部の構造に加えて、集団間の関係やその間の個体の行き来のあり方までも、その種の社会構造として考えなければならないことがわかる。実際、そのような観点からも研究は進められる。

## 今西の生物社会論
今西錦司は棲み分け理論の発展を元に、独自の生物社会論を論じている。彼はすべての生物が種社会を持つと考えた。彼はこれをスペシアと名付け、それを構成する要素をスペシオンと呼んだ。具体的にはこれは個体である。しかし、スペシオンが複数個体の集まりと見なすべき場合もあり、ハチなどでは群れがこれに当たる。そのような複数個体がスペシオンと見なされる場合、これをゼニアと呼び、その構成個体をゼニオンと名付けた。この辺りの用語には、時期によっても多少の出入りがある。
彼は生物は種によってそれぞれの個体がさまざまな外界とのやり取りを持つが、それは同種であれば個体が異なっても性質はほぼ同じであるから、環境とのやり取りのあり方が同じになり、これを通じて他個体との間に一定の関係を生じるとする。そこで同種個体間には種社会を支えるような関係を生じるものと考えた。
他方で、種が異なっている場合、類縁関係が近いものでは、その性質には共通性が多いので、環境とのやり取りのあり方には種内ほどではなくとも共通性が多いであろう。そうすれば当然それらの間には一定の関係が成立する。そして類縁関係が遠ければ遠いほど、そのような個体間の関係性は保ちにくくなる。例えば同じ場所に生活していても、哺乳類間のやり取りは、昆虫間のやり取りとは全く異なる。その結果、哺乳類と昆虫とでは、個体間の関係が定まりにくく、同じ場所にそれらが混じって生活している場合にも、昆虫同士、ほ乳類同士の方がより濃厚な関係を結びやすいとする。比較的類縁の近いもの同士では、種内より希薄ではあってもそこに一定の社会的関係が生じると考え、これを同位社会と呼んだ。つまり、一つの環境には、さまざまな分類群ごとの多様な同位社会が重なり合っている。
特に、系統的にごく近縁な種同士では、互いの要求がとても近くなるので、ここに緊張関係が生まれる。そこで、互いに場所を分け合うことで、これを回避する現象が生じる。これが彼の考える住み分けである。